# 비스케
비스케(Vische)는 이탈리아 피에몬테주 토리노 광역시의 코무네이다. 토리노에서 북동쪽으로 약 35킬로 지점에 위치해 있다.
비스케는 다음의 지방 자치체가 있다: Strambino, Vestignè, Borgomasino, Candia Canavese, Moncrivello, Mazzè, Villareggia.
이 지역의 면적은 16.9 제곱 킬로미터, 고도는 235미터이다. 2014년 12월 31일 기준으로 인구 수는 1,318명이다.